# Faramea pedunculata
Faramea pedunculata là một loài thực vật có hoa trong họ Thiến thảo. Loài này được (Bremek.) Delprete mô tả khoa học đầu tiên năm 2006.